# خواجه‌باشی صغیر
خواجه‌باشی صغیر (نام علمی: Dipsacus pilosus) نام یک گونه از سرده خواجه‌باشی است.